# Nørre Højrup Sogn

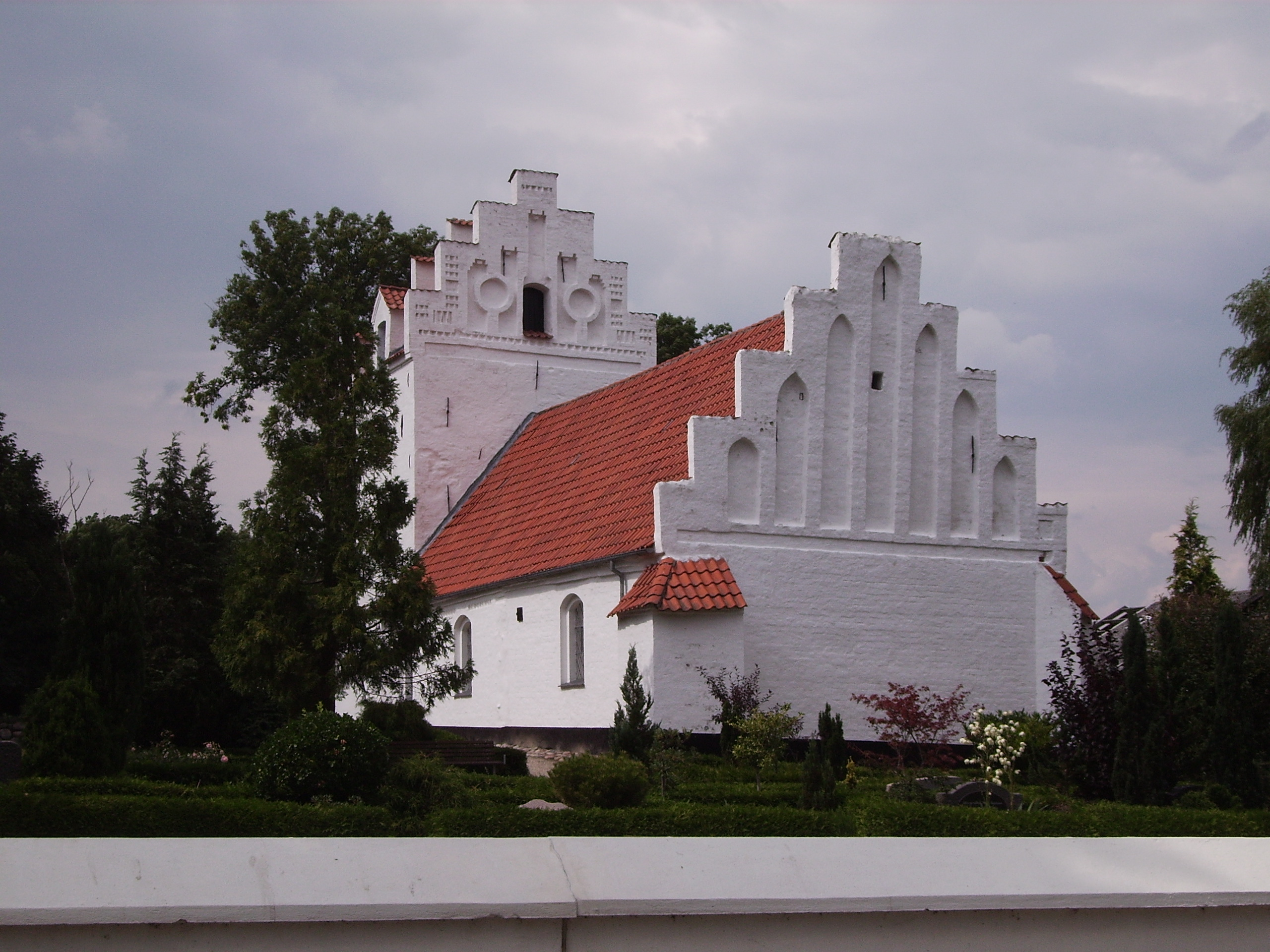
Nørre Højrup Kirke

Nørre Højrup Sogn ist eine Kirchspielsgemeinde (dän.: Sogn)
auf der Insel Fyn (dt.: Fünen)
im südlichen Dänemark. Bis 1970 gehörte sie zur Harde Skam Herred im damaligen Odense Amt, danach zur Otterup Kommune im Fyns Amt, die im Zuge der Kommunalreform zum 1. Januar 2007 in der Nordfyns Kommune in der Region Syddanmark aufgegangen ist.
Im Kirchspiel leben 153 Einwohner (Stand: 1. Januar 2023). Im Kirchspiel liegt die Kirche „Nørre Højrup Kirke“.
Nachbargemeinden sind im Norden Nørre Næraa Sogn, im Osten Uggerslev Sogn, im Süden Skamby Sogn und im Westen Grindløse Sogn.